# Khalil Mack
Khalil Delshon Mack (nascido em 22 de fevereiro de 1991) é um outside linebacker do Los Angeles Chargers na National Football League (NFL). Ele jogou futebol americano universitário em Buffalo, e foi draftado pelo Oakland Raiders na quinta escolha geral do Draft de 2014. Na época de sua ida para a NFL, Mack detinha todos os tempos NCAA  para fumbles forçados e também era um dos atletas com mais tackles para perda somados na sua carreira universitária. Em 2015, ele se tornou o primeiro All-Pro First-Team na história da NFL a ser selecionado pela Associated Press para duas posições no mesmo ano, como defensive end e outside linebacker. Em setembro de 2018, Mack foi trocado para o Chicago Bears por duas picks de primeiro e assinou por um período de seis anos, US$ 141 milhões de extensão, tornando-se o mais bem pago jogador de defesa da história da NFL na época.

## Início da vida
Mack foi criado por seus pais: Yolanda, uma professora, e Sandy Mack Sênior, especialista de programa, em Fort Pierce, na Flórida. Ele tem dois irmãos, Sandy, Jr e LeDarius. Seu pai lhe apresentou esportes com cinco anos. Mack inicialmente gostava de beisebol e basquete embora ele tenha jogado Pop Warner futebol.
Mack participou de Fort Pierce Westwood High School em Fort Pierce. Ele jogou como quarterback e foi apelidado de "Homem Bomba." No entanto, jogando a bola curta foi uma grande luta para Mack, então ele se tornou um linebacker. O resto de sua carreira atlética ele tinha confiado no basquete que ele recebesse uma bolsa de estudos, mas seus planos foram arrasadas por um rasgo em sua patela tendão antes de sua segunda temporada. Após esta lesão, o treinador de futebol americano de sua escola, Waides Ashmon, recrutou-o para o esporte, prometendo Mack e de seus pais que iria ganhar uma bolsa de estudos.
Em seu último ano, Mack tinha 140 tackles, incluindo oito para perda de jardas, e nove sacks. Ele foi eleito para o terceiro time do Estado na Flórida, e ajudou a levar os  Panthers a um campeonato de distrito.[carece de fontes?]
Sendo um recém-chegados ao esporte, ele foi classificado com apenas duas estrelas de recrutamento por Rivals.com. Ele recebeu uma bolsa de estudos da Universidade do Estado de Nova York em Buffalo para jogar na Division I.

## Faculdade de carreira

### Temporada 2010
Depois de redshirting como um calouro em 2009, Mack invadiu a linha de partida e foi um dos mais produtivos defensores no MAC. Ele totalizou 68 tackles, incluindo 14 e meia de perda, quatro e meia, sacos de dez passar ruins, oito quarterback pressas, e dois fumbles forçados. Ele ganhou o terceiro time conferência de honra.
Ele optou por usar o uniforme número 46, não convencional, por um linebacker, como uma motivação lembrete de que o seu verdadeiro potencial não estava sendo reconhecido - 46 foi a classificação geral atribuído a ele (de um máximo de 99) no EA Sports' colégio de futebol de vídeo game, NCAA Football 11.
Mack continua de onde parou em 2010, com uma dominante segunda temporada. Mack levou a equipe em sacks, tackles para perda, e fumbles forçados, na maneira de ser nomeado primeiro-team All-MAC. Ele registrou um total de 64 tackles, incluindo 20 e meia para perda (terceiro melhor do país), cinco anos e meio de sacas, uma intercepção, de duas passagens ruins, treze quarterback pressas, e cinco fumbles forçados.

### A temporada de 2012
Apesar de estar suspenso para o primeiro jogo da temporada depois de uma briga com o companheiro de equipa de wide receiver Fred Lee, Mack conjunto de elevações da carreira em tackles (94), tackles para perda (21 - quarta no país), e sacks (8). Ele também gravou duas passagens ruins, quatro quarterback pressas, e quatro fumbles forçados. Ele ganhou first team all-conferência honras pela segunda temporada consecutiva.

### Temporada 2013
Início de todos os 13 jogos, Mack gravado 100 aborda incluindo 19 tackles para perda, 10.5, sacos de três interceptações, que ele retornou para touchdown, e forçado cinco fumbles. Ele ganhou o CFPA Linebacker Troféu para a temporada de 2013, e ele foi chamado de 2013 MAC Jogador Defensivo do Ano, tornando-se o primeiro Touro para ganhar o prêmio em Buffalo história, dentro do MAC (1999-presente). Ele também foi nomeado um segundo time de All-American pela Associated Press. Mack terminou empatado em primeiro para a NCAA em carreira tackles para perda com 75 e estabeleceu um novo recorde para fumbles forçados, com 16. Buffalo independente do jornal do estudante, O Espectro, também classificado Mack como o melhor Buffalo jogador de futebol da I Divisão da história do programa.

## Carreira profissional
Líder até o Draft de 2014, Mack foi projetada como uma alta de escolher primeiro turno, em muitos mock drafts. Ele foi selecionado com a quinta escolha geral do Oakland Raiders, fazendo dele o maior selecionados Buffalo jogador de sempre, e a primeira (e única) selecionado na primeira rodada. Anteriormente, o maior jogador selecionado a partir de Buffalo defensiva enfrentar Gerry Philbin, que foi selecionado 33º da geral do New York Jets em 1964. Ele optou por mudar de faculdade o uniforme número, 46, 52, a fim de cumprir com a NFL's regras de numeração.
| Ht                              | Wt              | Comprimento do braço | Tamanho de mão     | De 40 yard dash | 10-yd split | 20-yd split | 20-ss  | 3-cone | Vert salto     | Amplo               | BP            |
| ------------------------------- | --------------- | -------------------- | ------------------ | --------------- | ----------- | ----------- | ------ | ------ | -------------- | ------------------- | ------------- |
| 6 pés 2 5⁄8 em (1.90 m)         | 251 lb (114 kg) | 33 1⁄4 em (0.84 m)   | 10 1⁄4 em (0.26 m) | 4.65 s          | 1.53 s      | 2.57 s      | 4.18 s | 7.08 s | 40 no (1.02 m) | 10 ft 8 em (3.25 m) | 23 repetições |
| Todos os valores da NFL Combine |                 |                      |                    |                 |             |             |        |        |                |                     |               |

Mack tinha uma excelente temporada de estreia com o Oakland Raiders. Ele começou e jogado em todos os 16 jogos. Ele registrou 76 tackles, quatro sacos, e um fumble forçado. Até o final de sua temporada de estreia, Mack foi considerado um candidato para AP Defensiva Estreante do Ano. Mack finalmente terminou em terceiro lugar na Defensiva Estreante do Ano de voto, atrás defensiva combater a Arão Donald do St. Louis Rams e o linebacker C. J. Mosley do Baltimore Ravens. Ele foi, no entanto, chamado a Defensiva Estreante do Ano por analistas na ESPN NFL ao Vivo e foi um dos três linebackers selecionado para o Futebol dos estados unidos da sexta edição anual-Fundamentos Equipe (sendo os outros Todos-Pro veteranos Luke Kuechly do Carolina Panthers e Tamba Hali do Kansas City Chiefs).

#### Temporada de 2015
Em Março de 2015, a NFL alterou as regras de numeração de uniforme para permitir linebackers usar os números 40-49. Como resultado, Mack considerou a reversão do número 52 a 46, o número que ele usava durante sua carreira universitária, mas decidiu não fazê-lo. Em agosto de 2015, Mack foi nomeado como a NFL número um "dar o salto" de jogador. Antes do início da temporada, Mack mudou de linebacker para defensive end direito, e jogou em duas posições.
No dia 13 de dezembro, Mack terminou um jogo contra o Denver Broncos com cinco sacks, estabelecendo o recorde de sacks da franquia de Oakland, anteriormente definida pelo defensive end Howie Tempo em 1983. O jogo, que o Raiders ganhou 15-12, foi a primeira da franquia sobre o Broncos desde setembro de 2011. na semana seguinte, Mack foi anunciado ao Pro Bowl, seu primeiro, juntamente com os campanheiros de equipe Charles Woodson Marcel Reece.
Após a conclusão da temporada, Mack se tornou o primeiro jogador na história da NFL a fazer o AP All-Pro First Team  em duas posições no mesmo ano. Ele foi classificado como o 13º por seus colegas jogadores no Top 100 de melhores jogadores da NFL no ano de 2016.

#### Temporada de 2016
No dia 27 de novembro, em um 35-32 vitória sobre o Carolina Panthers na Semana 12, Mack gravou seu primeiro carreira interceptação fora dos Panteras quarterback Cam Newton, e ele retornou seis metros para sua carreira touchdown. Mack também forçou um fumble de Newton, no último minuto do jogo para selar a vitória para o Raiders. Mack terminou o jogo com uma interceptação, um saco, um fumble forçado, uma recuperação de fumble, e uma defensiva touchdown, tornando-se o primeiro jogador desde Charles Woodson, que estava com o Green Bay Packers na época, em 2009 , para fazê-lo. Seu desempenho rendeu-lhe a AFC Jogador Defensivo da Semana para Semana 12. Mack também ganhou AFC Jogador Defensivo do Mês de novembro, registrando quatro sacos, dois fumbles forçados, e uma interceptação. Ele ajudou a levar o Raiders para a sua primeira aparência do playoff desde a temporada de 2002. Mack foi nomeado para o seu segundo consecutivo para o Pro Bowl e o Primeiro Team All-Pro. Mack foi chamado a NFL Jogador Defensivo do Ano de 2016 temporada. Na temporada de 2016, além da gravação de 11,5 sacos, Mack definir uma nova carreira em alta no fumbles forçados com e cinco fumbles recuperados com três. Ele também foi 5ª classificada por seus pares na NFL 100 melhores Jogadores de 2017 como o mais votado atacante defensivo.

#### Temporada de 2017

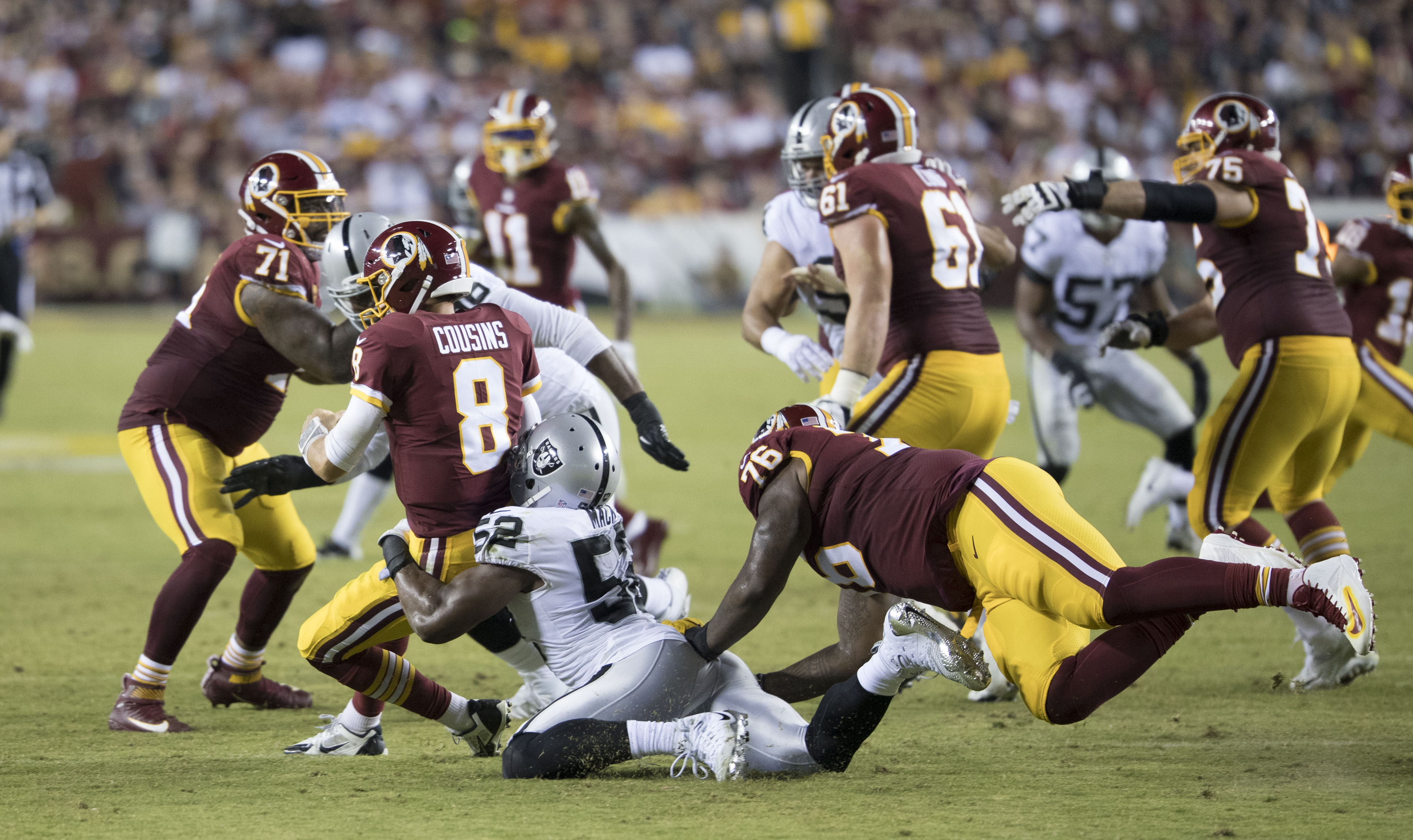
Khalil Mack sacos de Kirk Cousins, em um jogo contra o Washington Redskins

Em 20 de abril de 2017, os Raiders pegou o quinto ano opção de Mack contrato. Em 19 de dezembro de 2017, Mack foi nomeado para a sua terceira vitória no Pro Bowl.

### Chicago Bears

#### 2018 temporada
Em 1 de setembro de 2018, a seguir Mack do controle através de toda a pré-temporada, o Raiders negociados ele e um 2020 segundo round para o Chicago Bears para 2019 e 2020, a primeira rodada de pega, bem como as futuras sexta e a terceira rodada seleções. Logo após os comerciais, Mack assinado um de seis anos no valor de $141 milhões, com us $90 milhões garantidos, tornando-se o mais bem pago defender na história da NFL.
Em 9 de setembro de 2018, Mack fez sua estréia para os Ursos na Noite de domingo de Futebol contra o Packers. No 2º trimestre de jogo, ele despiu a bola do Time de backup quarterback DeShone Kizer, e, mais tarde, no mesmo bairro, ele interceptou um passe de Kizer, voltando 27 jardas para touchdown. Em seu segundo jogo com os Ursos, Mack tinha um quatro tackles e um tira-saco em Chicago 24-17 Noite de segunda-feira de Futebol do vitória sobre o Seattle Seahawks. Mack continuou a sua excelente jogada na Semana 3, a gravação de um saco e forçou um fumble em um 16-14 vitória sobre o Arizona Cardinals, o primeiro jogador a ter as estatísticas em três jogos seguidos desde Mack fez em 2016.

## Estatísticas da carreira
| Legenda | Legenda                         |
| ------- | ------------------------------- |
|         | Jogador Defensivo do Ano da NFL |
| Negrito | Melhor Marca da Carreira        |

| Ano      | Time     | Jogo  | Jogo    | Tackles | Tackles | Tackles | Tackles | Tackles | Fumbles | Fumbles | Fumbles | Interceptações | Interceptações | Interceptações | Interceptações | Interceptações | Interceptações |
| Ano      | Time     | Jogos | Titular | Cmb     | Solo    | Ast     | Sck     | TFL     | FF      | FR      | Jardas  | Int            | Jardas         | Média          | Lng            | TD             | PD             |
| -------- | -------- | ----- | ------- | ------- | ------- | ------- | ------- | ------- | ------- | ------- | ------- | -------------- | -------------- | -------------- | -------------- | -------------- | -------------- |
| 2014     | OAK      | 16    | 16      | 76      | 59      | 17      | 4,0     | 16      | 1       | 0       | 0       | 0              | 0              | 0,0            | 0              | 0              | 3              |
| 2015     | OAK      | 16    | 16      | 77      | 57      | 20      | 15,0    | 23      | 2       | 0       | 0       | 0              | 0              | 0,0            | 0              | 0              | 2              |
| 2016     | OAK      | 16    | 16      | 73      | 54      | 19      | 11,0    | 14      | 5       | 3       | 1       | 1              | 6              | 6,0            | 6E             | 1              | 3              |
| 2017     | OAK      | 16    | 16      | 78      | 61      | 17      | 10,5    | 15      | 1       | 1       | 0       | 0              | 0              | 0,0            | 0              | 0              | 3              |
| 2018     | CHI      | 14    | 13      | 47      | 37      | 10      | 12,5    | 10      | 6       | 2       | 0       | 1              | 27             | 27,0           | 27E            | 1              | 4              |
| 2019     | CHI      | 16    | 16      | 47      | 40      | 7       | 8,5     | 8       | 5       | 1       | 0       | 0              | 0              | 0,0            | 0              | 0              | 4              |
| 2020     | CHI      | 16    | 16      | 50      | 29      | 21      | 9,0     | 11      | 3       | 2       | 0       | 1              | 33             | 33,0           | 33             | 0              | 3              |
| 2021     | CHI      | 7     | 7       | 19      | 15      | 4       | 6,0     | 6       | 0       | 1       | 23      | 0              | 0              | 0,0            | 0              | 0              | 0              |
| 2022     | LAC      | 17    | 17      | 50      | 33      | 17      | 8,0     | 12      | 2       | 2       | 44      | 0              | 0              | 0,0            | 0              | 0              | 2              |
| 2023     | LAC      | 17    | 17      | 74      | 57      | 17      | 17,0    | 21      | 5       | 0       | 0       | 0              | 0              | 0,0            | 0              | 0              | 10             |
| 2024     | LAC      | 16    | 16      | 39      | 20      | 19      | 6       | 6       | 2       | 1       | 22      | 0              | 0              | 0,0            | 0              | 0              | 9              |
| Carreira | Carreira | 167   | 166     | 630     | 462     | 168     | 107,5   | 142     | 32      | 13      | 90      | 3              | 66             | 22,0           | 33             | 2              | 43             |

## Vida pessoal
Mack aprendeu sozinho a tocar guitarra como um calouro na Universidade de Buffalo e gosta de cantar e escrever músicas. a Sua reputação como cantor,fez seus companheiros de equipe nos Raiders tentarem incitá-lo a cantar de R. Kelly e Usher músicas. Ele é um fã dos músicos Tim McGraw e Hanson.
Mack é um ativo Cristã e passou parte de sua juventude freqüentando uma igreja, onde seu pai e sua mãe serviam como diáconos. Mack também gosta de passar tempo com suas sobrinhas, Malásia, Maayana e Ma'kiyah, e conta que seu filme favorito é O Som de Música.